# Platylabus lissosculptus
Platylabus lissosculptus är en stekelart som beskrevs av Heinrich 1962. Platylabus lissosculptus ingår i släktet Platylabus och familjen brokparasitsteklar. Inga underarter finns listade i Catalogue of Life.